# 내용 기반 이미지 검색

콘텐츠 기반 이미지 검색의 일반적인 방식

내용 기반 이미지 검색, 콘텐츠 기반 이미지 검색(Content-based image retrieval, Query by Image Content, QBIC, Content-Based Visual Information Retrieval, CBVIR)은 대규모 데이터베이스에서 이미지 검색 문제, 즉 디지털 이미지 검색 문제에 컴퓨터 비전 기술을 적용한 것이다. 콘텐츠 기반 이미지 검색은 전통적인 개념 기반 접근 방식과 반대된다.
"내용 기반"이란 검색이 이미지와 관련된 키워드, 태그, 설명과 같은 메타데이터가 아닌 이미지의 콘텐츠를 분석한다는 의미이다. 이 맥락에서 "내용"이라는 용어는 색상, 모양, 질감 또는 이미지 자체에서 파생될 수 있는 기타 정보를 의미할 수 있다. 순전히 메타데이터에 의존하는 검색은 주석 품질과 완전성에 의존하기 때문에 CBIR이 바람직하다.

## 같이 보기
- 문서 분류
- MPEG-7
- 최근접 이웃 탐색
- 순위 학습